# Cantón de Château-Gontier-Oeste
El cantón de Château-Gontier-Oeste era una división administrativa francesa, que estaba situada en el departamento de Mayenne y la región de Países del Loira.

## Composición
El cantón estaba formado por ocho comunas, más una fracción de la comuna que le daba su nombre:
- Ampoigné
- Château-Gontier (fracción)
- Chemazé
- Houssay
- Laigné
- Loigné-sur-Mayenne
- Marigné-Peuton
- Origné
- Saint-Sulpice

## Supresión del cantón de Château-Gontier-Oeste
En aplicación del Decreto nº 2014-209 de 21 de febrero de 2014, el cantón de Château-Gontier-Oeste fue suprimido el 22 de marzo de 2015 y sus 9 comunas pasaron a formar parte; cinco del nuevo cantón de Azé y cuatro del nuevo cantón de Château-Gontier.